# Bajki (Biernat z Lublina)
Bajki – zbiór bajek w języku polskim Biernata z Lublina z początku XVI wieku.
Bajki, nazywane też przez autora baśniami lub przypowieściami, wydawane były wspólnie z Żywotem Ezopa Fryga. Zbiór liczy 210 bajek (5678 wersów) pisanych strofą czterowersową, prawie regularnym ośmiozgłoskowcem, z rymami żeńskimi AABB. Utwory zostały oparte na pierwowzorach z różnych zbiorów (m.in. Rimincjusz Rinuccio d'Arezzo, Romulus, Hekatomythia Abstemiusa).
Poszczególne utwory w zbiorze mają różną długość, są jednak podobnie skonstruowane. Tytuł, odwołujący się często do przysłowia, zapowiada naukę płynącą z utworu, zaś ostatnia strofa wykłada w prosty sposób najważniejszą myśl. Fabuła sprowadza się do krótkiej narracji przedstawiającej postaci jednoznacznie dobre lub złe (zwierzęta, rośliny, typy ludzkie, istoty boskie). Bohaterowie często są nosicielami przeciwstawnych cech (np. lenistwo – pracowitość, chytrość – łatwowierność).
Z bajek wyłania się dość pesymistyczny obraz świata. Zwycięstwo przypada zwykle silniejszemu, złemu, bogatemu. Czasami jednak słabsza postać zwycięża dzięki cnotom, jak pracowitość, wierność czy skromność. Pisarz opowiada się jednoznacznie po stronie słabszych, ale mądrych i dobrych.